# John W. R. Taylor
Pour les articles homonymes, voir John Taylor et Taylor.
Œuvres principales
Jane's All the World's Aircraft (en)
John William Ransom Taylor, né le 8 juin 1922 et mort le 12 décembre 1999, est un rédacteur en chef et expert britannique en aéronautique. Il a édité Jane's All the World's Aircraft (en) pendant trois décennies au cours de la Guerre froide. Il prend sa retraite en tant que rédacteur en 1989.